# Heparin
Heparin, còn được gọi là heparin không phân đoạn (UFH), là một loại thuốc được sử dụng với vai trò là chất chống đông máu (chất làm loãng máu). Cụ thể hơn thì thuốc này được sử dụng để điều trị và ngăn chặn huyết khối tĩnh mạch sâu, thuyên tắc phổi, và huyết khối động mạch. Chúng cũng được sử dụng trong điều trị đau tim và đau thắt ngực không ổn định. Thuốc được đưa vào cơ thể bằng cách tiêm tĩnh mạch. Các cách sử dụng khác có thể bên trong ống nghiệm và máy lọc thận.
Các tác dụng phụ thường gặp bao gồm chảy máu, đau ở chỗ tiêm, và tiểu cầu huyết thấp. Tác dụng phụ nghiêm trọng có thể có như giảm tiểu cầu gây ra bởi heparin. Những người có chức năng thận kém cần được chăm sóc nhiều hơn. Heparin có vẻ tương đối an toàn để sử dụng trong thời kỳ mang thai và cho con bú. Heparin là một glycosaminoglycan thiên nhiên.
Việc phát hiện ra heparin đã được công bố vào năm 1916. Nó nằm trong danh sách các thuốc thiết yếu của Tổ chức Y tế Thế giới, tức là nhóm các loại thuốc hiệu quả và an toàn nhất cần thiết trong một hệ thống y tế. Chi phí bán buôn ở các nước đang phát triển, khi được sử dụng để phòng bệnh, là khoảng 9,63 đến 37,95 USD mỗi tháng. Tại Hoa Kỳ, chi phí khoảng 25 đến 50 USD mỗi tháng. Một phiên bản phân đoạn của heparin, được gọi là heparin trọng lượng phân tử thấp, cũng có sẵn.